# Cycloseris tenuis
Cycloseris tenuis is een rifkoralensoort uit de familie van de Fungiidae. De wetenschappelijke naam van de soort is voor het eerst geldig gepubliceerd in 1846 door Dana.